# ريكاردو أرويو
ريكاردو أرويو (بالإسبانية: Ricardo Arroyo)‏ هو ممثل إسباني، ولد في 28 نوفمبر 1950 ببرشلونة في إسبانيا.

## وصلات خارجية
- ريكاردو أرويو على موقع IMDb (الإنجليزية)
- ريكاردو أرويو على موقع قاعدة بيانات الفيلم (الإنجليزية)